# New York City Marathon 2001
De New York City Marathon 2001 werd gelopen op zondag 4 november 2001. Het was de 32e editie van deze marathon.
De Ethiopiër Tesfaye Jifar passeerde de eindstreep als eerste in 2:07.43. Bij de vrouwen was de Keniaanse Margaret Okayo het sterkst; zij won in 2:24.21.
In totaal finishten 23.664 marathonlopers de wedstrijd, waarvan 16.811 mannen en 6.853 vrouwen.

## Uitslagen

### Mannen
| rang   | naam              | land | tijd    |
| ------ | ----------------- | ---- | ------- |
| Goud   | Tesfaye Jifar     | ETH  | 2:07.43 |
| Zilver | Japhet Kosgei     | KEN  | 2:09.19 |
| Brons  | Rodgers Rop       | KEN  | 2:09.51 |
| 4      | Silvio Guerra     | ECU  | 2:10.36 |
| 5      | Hendrick Ramaala  | RSA  | 2:11.18 |
| 6      | Jon Brown         | WAL  | 2:11.24 |
| 7      | John Kagwe        | KEN  | 2:11.57 |
| 8      | Joseph Chebet     | KEN  | 2:13.08 |
| 9      | Lahoussine Mrikik | MAR  | 2:13.32 |
| 10     | Stephen Ndungu    | KEN  | 2:14.22 |

### Vrouwen
| rang   | naam               | land | tijd    |
| ------ | ------------------ | ---- | ------- |
| Goud   | Margaret Okayo     | KEN  | 2:24.21 |
| Zilver | Susan Chepkemei    | KEN  | 2:25.12 |
| Brons  | Svetlana Zacharova | RUS  | 2:25.13 |
| 4      | Joyce Chepchumba   | KEN  | 2:25.51 |
| 5      | Esther Kiplagat    | KEN  | 2:26.15 |
| 6      | Ljoedmila Petrova  | RUS  | 2:26.18 |
| 7      | Deena Kastor       | USA  | 2:26.58 |
| 8      | Elena Paramonova   | RUS  | 2:30.03 |
| 9      | Madina Biktagirova | RUS  | 2:31.14 |
| 10     | Elana Meyer        | RSA  | 2:31.43 |
| 11     | Florence Barsosio  | KEN  | 2:31.50 |
| 12     | Franca Fiacconi    | ITA  | 2:32.57 |

1970 ·
1971 ·
1972 ·
1973 ·
1974 ·
1975 ·
1976 ·
1977 ·
1978 ·
1979 ·
1980 ·
1981 ·
1982 ·
1983 ·
1984 ·
1985 ·
1986 ·
1987 ·
1988 ·
1989 ·
1990 ·
1991 ·
1992 ·
1993 ·
1994 ·
1995 ·
1996 ·
1997 ·
1998 ·
1999 ·
2000 ·
2001 ·
2002 ·
2003 ·
2004 ·
2005 ·
2006 ·
2007 ·
2008 ·
2009 ·
2010 ·
2011 ·
2012 · 
2013 ·
2014 ·
2015 ·
2016 ·
2017 ·
2018 ·
2019 ·
2020 · 
2021 ·
2022 ·
2023 ·
2024